# فردریک ترنت استنلی
فردریک ترنت استنلی (انگلیسی: Frederick Trent Stanley; ۱۲ اوت ۱۸۰۲ – ۲ اوت ۱۸۸۳) کارآفرین اهل ایالات متحده آمریکا بود، که در سال ۱۸۴۳ شرکت استنلی بلک اند دکر را تأسیس کرد.